# 올라퍼 아르날즈
올라퍼 아르날즈(Ólafur Arnalds)는 1986년 11월 3일생으로 아이슬란드의 Mosfellsbaer에서 태어난 아이슬란드의 연주자이자 작곡가이다.
독일의 메탈 밴드 Heaven Shall Burn의 앨범 'Antigone'의 'Intro'와 'Outro'를 제공해주기도 했으며, 아이슬란드 하드코어 밴드인 Fighting Shit과 Celestine에서는 드럼을 연주하기도 했다. 현재는 요한 요한슨과 함께 아이슬란드의 현재 기온을 비교적 정확하게 캐치해내고 있는 인재로 분류되고 있다. 또한 실내악에 일렉트로닉을 접목한 2007년도 데뷔앨범 'Eulogy for Evolution'이 큰 화제를 불러일으키면서 오스트리아, 스위스, 그리고 영국 등지에서 본격적인 열풍이 시작된다. 또한 그 무렵 Sigur Rós의 유럽 투어 서포트 아티스트로 발탁되기도 하면서 더욱 집중적인 스포트라이트를 받는다. 2008년도 바비칸 홀에서 펼쳐졌던 올라퍼 아르날즈의 공연은 BBC 라디오 1에서 자일스 피터슨이 "2008년도 베스트 라이브 세션"으로 꼽기도 했다. 물론 자일스 피터슨은 울트라 디거이기는 하지만 그가 이전에 컴파일해왔던 음악들하고 올라퍼 아르날즈는 분명 다른 색깔을 지녔음에도 그의 공연을 최고로 꼽은 것은 무척 이례적인 사례였다.

## 생애
올라퍼 아르날즈는 아이슬란드의 마을 Mosfellsbær에서 1986년 11월 3일에 태어났다. 그는 우울하고 감정적이며 아름다운 음악을 작곡한다. 그는 어렸을 때 피아노를 배웠다. 수년간 레슨을 받다가 피아노 대신 드럼을 선택한다. 그는 2년 후에 또 다시 다른 선택을 하는데 음악이론과 작곡으로 관심을 돌렸다. 전자음악, 포스트 록, 그리고 현대음악과 같은 장르에 영향을 많이 받아 현재 그가 작곡하는 곡에 이러한 것들이 많이 묻어나 있다. 그는 일반 악기를 가지고 현대적인 교향곡을 작곡하기도 하지만 전자 악기를 사용해 작곡하기도 한다.

## 음악 활동

### 2007(데뷔)~2008
2007년(한국 발매 2008.08.27) 피아노와 현악 4중주, 그리고 그 외의 악기를 위한 음악 모음집인 첫 솔로 앨범 'Eulogy for Evolution'이 발매되었다.
2008년도(한국 발매 2009.10.20)에는 Justin Lockey로부터 도움을 받아 전자음악이 주된 'Variations of Static EP'앨범이 발매되었다. 또 'Variations of Static EP'앨범이 발매되던 해에 영국 Sigur Rós와 같이 무대에 올랐다. 그리고 런던 바비칸 홀에서의 공연은 매진이 되었다.

### 2009
2009년 4월에 새로운 앨범 'Found Songs'가 발매되었다. 이 앨범은 7일동안 하루에 하나씩 수록곡을 발표했고, 올라퍼 아르날즈 앨범 사이트인 https://web.archive.org/web/20100414023052/http://foundsongs.erasedtapes.com/%EC%97%90%EC%84%9C 확인할 수 있었다. 또 같은 해에 춤곡 사운드트랙으로 'Dyad 1909'가 발표되었다.
그리고 2009년도에 Janus Rasmussen과 함께 Kiasmos라는 아이슬란드의 미니멀적인 실험 테크닉 듀오를 결성하였다.

### 2010~2011
2010년(한국 발매 2010.06.23) 새로운 앨범 '...And They Have Escaped The Weight of Darkness'이 나왔다. 이 앨범은 Bang Gang의 Barði Jóhannsson에 의해 공동 제작되었다.
2011년 10월(한국 발매 2012.04.26) 'Found Songs'와 같은 방식으로 하루에 한곡씩 발표하는 7일 프로젝트 'Living Room Songs'가 발매되었다. 이 앨범은 그의 아파트에서 연주되고 녹음되었다. 영상과 음악은 라이브 비디오 형식으로 발표되었으며 'Living Room Songs' 공식 사이트인 https://web.archive.org/web/20160605050106/http://livingroomsongs.olafurarnalds.com/%EC%97%90%EC%84%9C 확인할 수 있었다. CD, 스페셜 에디션 CD/DVD(전체 주에 대한 영상을 포함한)와 MP3다운로드는 Erased Tapes Records에서 구매할 수 있다.

### 2012~2013
2012년 'Two Songs for Dance EP'를 발표했다. 또 그의 친구이자 독일 음악가인 Nils Frahm과 콜라보레이션한 'Stare'가 발표되었다.
2013년(한국 발매 2013.03.29) 3번째 앨범 'For Now I am Winter'을 발표했다. 이 앨범은 지금까지와는 달리 그의 원래 미니멀 사운드와 일렉트로닉 스타일로부터 확장된 모습을 갖추고 있다.

### 2014~현재
2014년 미니멀리즘을 좋아하는 올라퍼 아르날즈와 Janus Rasmussen이 만나 일렉트로닉 사운드에 대한 듀오 데뷔 음반이 발매되었다.
그리고 그 해 올라퍼 아르날즈는 2014 BAFTA TV Craft Award에서 TV 시리즈 Broadchurch에 최우스 TV 음악상을 받았다.
2015년(한국 발매 2015.03.16) 독일-일본계 피아니스트 Alice Sara Ott와 콜라보레이션한 앨범 'The Chopin Project'가 발표되었다. 이 앨범은 올라퍼 아르날즈가 쇼팽을 새롭게 본 해석으로 클래식 피아니스트 알리스 사라 오트가 친 쇼팽의 곡에 자신의 현악 선율과 일상 잡음, 전자 노이즈를 섞은 논란의 음반으로 올라퍼 아르날즈는 “야상곡 g단조에선 빗소리, 취객의 잡담과 술잔 부딪는 소리를 직접 녹음해 오트의 연주에 섞었다. 곡 중간 야유나 박수를 보내며 대중이 쇼팽을 부담 없이 소비하던 옛 시대를 상상했다”고 했다.
2015~2016년에는 Nils Frahm과 진행하는 'Trance Frendz' 앨범이 발매되었다.

## 음악 목록

### 개인 활동
- 2007 : Eulogy for Evolution
- 2008 : Variations of Static EP
- 2009 : Found Songs
- 2010 : ...And They Have Escaped The Weight Of Darkness
- 2011 : Living Room Songs
- 2012 : Two Songs for Dance EP
- 2013 : For Now I am Winter
- 2018 : Re:member

### 공동 작업
- 2012 : Stare (with Nils Frahm
- 2014 : KIASMOS (with Janus Rasmussen)
- 2015 : The Chopin Project (with Alice Sara Ott)
- 2015~2016 : Trance Frendz (with Nils Frahm)

### 사운드트랙
- 2009 : Dyad 1909 (dance piece)
- 2010 : Blinky TM (short film score)

Jitters(Órói) (film score)
Endalaus (dance piece)
In George's Cave
- 2011 : Another Happy Day (film score)

Rivers Return
- 2012 : 헝거게임
- 2013 : The Originals

Masters of Sex
Krov
Escamas
- 2014 : Symphonie Cinétique (Art Installation)

Life in a Fishbowl(Vonarstræti) (film score)
Gimme Shelter (film score)
테이큰3
Our Girl
So You Think You Can Dance
Danville 2nd Ward Young Men
One in Five
The Invisible Front
- 2015 : Kinesthesia (dance film)

Mia madre
Begierde - Mord im Zeichen des Zen
Listen to Me Marlon
The Black Dog II
Los suicidas
- 2013~2015 : Broadchurch
- 2016 : Ólafur Arnalds at Sydney Opera House